# I'll See You in My Dreams (film, 2003)
Pour les articles homonymes, voir I'll See You in My Dreams.
Pour plus de détails, voir Fiche technique et Distribution.
I'll See You in My Dreams est un court métrage portugais réalisé par Miguel Ángel Vivas, sorti en 2003.

## Synopsis
L’action se déroule dans un petit village intemporel perdu au milieu d’une forêt infestée de zombies.
Lucio, un tueur solitaire de zombies, après une centaine de victimes, rentre au village pour la nuit. Désabusé par tous ces massacres, il va boire un verre à la taverne où se rassemblent les quelques survivants…

## Fiche technique
- Titre : I'll See You in My Dreams
- Titre Français : La femme de mes rêves
- Réalisation : Miguel Ángel Vivas
- Scénario : Filipe Melo, Ivan Vivas et Miguel Ángel Vivas
- Production : Paula Diogo et Filipe Melo
- Société de production : Pato Profissional Limitada
- Budget : 130 000 euros
- Musique : José Sánchez-Sanz et Ivan Vivas
- Photographie : Pedro J. Márquez
- Montage : Pepe Tito
- Direction artistique : Rui Pregal da Cunha
- Costumes : Carla Sequeira
- Pays d'origine : Portugal
- Format : Couleurs - 2,35:1 - Dolby Digital - 35 mm
- Genre : court métrage, horreur
- Durée : 20 minutes
- Dates de sortie : 1er juillet 2003 (festival du court métrage de Vila do Conde), 21 octobre 2004 (Portugal)

## Distribution
- Adelino Tavares : Lúcio, le tueur de zombies
- São José Correia : Nancy, la fille de la taverne
- Sofia Aparício : Ana, la femme de Lúcio
- Manuel João Vieira : Sam, l'homme de la taverne
- João Didelet : Dário, le gardien de la taverne
- Rui Unas : Miguel, le prêtre
- David Almeida : le nain zombie
- Cláudia Jardim : le zombie potelé
- Paula Sá Nogueira : le zombie avec un katana
- Raul Oliveira : le zombie avec une fourche

## Autour du film
- Le tournage s'est déroulé du 1er février au 28 février 2003 à Ferreiroz do Dão et Mouraz, dans la municipalité de Tondela, au Portugal.
- Le groupe portugais de metal Moonspell composa une chanson pour le film, également intitulée I'll See You In My Dreams. À la fin du tournage, le casting et l'équipe technique tournèrent un vidéoclip promotionnel basé sur cette chanson[1].

## Distinctions
- Nomination au Grand Prix du meilleur court métrage fantastique européen, lors du Festival du film fantastique d'Amsterdam en 2004.
- Prix de la meilleure musique de film, lors du Festival du court métrage de Bajadoz en 2004.
- Prix du meilleur court métrage portugais, lors du Festival international du court métrage d'Évora en 2004.
- Prix du meilleur court métrage, lors du festival FanTasia en 2004.
- Prix du meilleur court métrage, lors du festival Fantasporto en 2004.
- Prix du meilleur film portugais, lors du Festival international du film de Algarve en 2005.